# Джордано, Паоло
Паоло Джордано (итал. Paolo Giordano; род. 19 декабря 1982, Турин) — итальянский писатель.

## Биография
Отец — врач-гинеколог. Мать — преподавательница английского языка. По образованию физик-теоретик. Преподаёт в университете. Работает над диссертацией в области физики элементарных частиц. С детства писал стихи. Посещал писательские курсы в Турине.
В 2008 году издательством «Мондадори» был опубликован его первый роман «Одиночество простых чисел». Этот роман о любви двух одиноких людей, обречённых на одиночество, стал общеевропейским бестселлером. В настоящее время роман переведён на множество языков. Паоло Джордано является лауреатом престижной литературной премии «Стрега» (2008). В декабре 2009 года Паоло Джордано побывал в Москве.

## Сочинения
- La solitudine dei numeri primi, Mondadori, 2008
- Il corpo umano, Mondadori, 2012
- Il nero e l’argento, Einaudi, 2014
- Divorare il cielo, Einaudi, 2018
- Nel contagio, Einaudi, 2020
- Le cose che non voglio dimenticare, Einaudi, 2021

## На русском языке
- Одиночество простых чисел. Пер. с итал. И. Константиновой. М.: РИПОЛ Классик, 2009.
- Человеческое тело. Пер. с итал. А. Ямпольской. М.: Corpus, 2013.
- Чёрное и серебро. Пер. с итал. А. Ямпольской. М.: Corpus, 2016.
- Заражение. Пер. с итал. Е. Васильевой. М.: Синдбад, 2020.
- Путешествие с идеальным попутчиком. Пер. с итал. В. Лукьянчука // "Новый Декамерон. 29 новелл времен пандемии". М.: Inspiria, 2022.
- И даже небо было нашим. Пер. с итал. Н. Кулиш. М.: Синдбад, 2023.

## Научные публикации
- Paolo Gambino, Paolo Giordano, Giovanni Ossola, Nikolai Uraltsev, Inclusive semileptonic B decays and the determination of |Vub|, Journal of High Energy Physics, n. 10, ottobre 2007, p. 58.
- Paolo Giordano, Inclusive semileptonic B decays and the determination of |Vub|, Journal of Physics: Conference Series, v. 110, 30 giugno 2008.
- Paolo Gambino, Paolo Giordano, Normalizing inclusive rare B decays, Physics Letter B, maggio 2008.